# Псевдовипадкова перестановка
Псевдовипадкова перестановка (англ. pseudorandom permutation), PRP — це функція, яку неможливо за допомогою розумних зусиль відрізнити від випадкової перестановки (тобто від перестановки обраної випадково й однорідно з сім'ї всіх перестановок на домені функції).
Сім'я випадкових перестановок — це множина псевдовипадкових перестановок, де можна обрати певну перестановку використовуючи ключ.
Ідеалізована абстракція блокового шифру є насправді випадковою перестановкою. Якщо існує алгоритм здатний розрізнити із досягненням значної переваги з меншими зусиллями ніж вказані параметром безпеки блокового шифру (це зазвичай значить, що потрібні зусилля мають бути на рівні повного перебору по простору можливих ключів шифру), тоді шифр вважається зламаним щонайменше в сенсі сертифікації, навіть якщо така вада і не призводить до негайного практичного краху безпеки.
Як приклади безпечних псевдовипадкових перестановок можна навести 3DES, AES.

## Математичне визначення
Псевдовипадкова перестановка (PRP) визначена на {\displaystyle (K,X)} це функція {\displaystyle E:K\times X\to X}, така що:
1. Існує дієвий детерміністичний алгоритм для обчислення {\displaystyle E(k,x)}
2. Функція {\displaystyle E(k,\cdot )} є бієкцією (один до одного)
3. Існує дієвий зворотний алгоритм {\displaystyle D(k,x)}

### Безпечність псевдовипадкової перестановки
Для b = 0,1 розглянемо досліди {\displaystyle EXP(b)}.
{\displaystyle b=0:K\to k,E(k,\cdot )\to f}
{\displaystyle b=1:Perms[X]\to f}
Супротивник (англ. adversary) {\displaystyle A} виконує {\displaystyle q} запитів {\displaystyle x_{1},x_{2},...x_{q}\in X} і отримує {\displaystyle q} відповідей {\displaystyle f(x_{1}),f(x_{2}),...f(x_{q})}. По вивчені відповідей ціллю супротивника є вказати з якої саме множини вибрали функцію.
Отже, {\displaystyle E} є захищеною PRP, якщо для будь-якого ефективного супротивника {\displaystyle A} перевага:
{\displaystyle Adv_{PRF}[A,E]:={\begin{vmatrix}Pr[EXP(0)=1]-Pr[EXP(1)=1]\end{vmatrix}}} не значима.